# Зглобни робот
Зглобни робот је робот са ротационим зглобовима и користи сва три револуционарна зглоба за приступ свом радном простору. Зглобни роботи могу се кретати од једноставних двослојних структура до система са 10 или више интерактивних спојева. Покрећу их различита погонска средства, као сто су: електромотори, хидро мотори итд.
Неке врсте робота, као што су роботске руке, могу бити зглобне или неартикулисане.

## Подручја употребе
Зглобни роботи се широко користе у индустрији. Омогућавају заваривање, монтажу и фарбање.

## Операцијe
Сви роботи то раде са невероватном прецизношћу и поновљивошћу што резултира врхунским производима за купце. У апликацијама попут прскања и наношења боје, предност је потрошна мање материјала и смањењем трошкова већег броја прскања и бољом контролом процеса. Са роботиком постоји и потенцијал за повећану производњу јер су роботи дизајнирани за континуирани рад. У ствари, сви послови који су превише досадни или преопасни за људе потенцијални су кандидати за роботско решење.

## Дефиниције
Зглобни робот: Зглобни робот користи сва три револуционарна зглоба за приступ свом радном простору. Обично су зглобови распоређени у „ланац“, тако да један зглоб подупире други даље у ланцу.
Непрекидна путања: Контролна шема којом улази или наредбе одређују сваку тачку дуж жељене путање кретања. Путања се контролише координираним кретањем зглобова манипулатора.
Степени слободе: Број независних покрета у којима се крајњи ефектор може кретати, дефинисан бројем оса кретања манипулатора.
Хватаљка: Уређај за хватање или држање, причвршћен на слободном крају последње везе манипулатора; назива се и рука или завршни ефектор робота.
Носивост: Максимална носивост је износ тежине носи робота манипулатора при смањеној брзини одржавајући називни прецизност. Номинални носивост се мери на максималној брзини уз одржавање номиналне прецизности. Ове оцене у великој мери зависе од величине и облика корисног терета.
Изаберите и поставите циклус: Изаберите и поставите Циклус. Циклус је време у секундама, за извршавање секвенце кретања.
Поставите циклус на следећи начин:
- померите се за један центиметар на доле и забележите положај,
- померите се за један центиметар на горе и забележите положај,
- померите се десет центиметара напред и забележите положај,
- померите се за један центиметар надоле и забележите положај,
- померите се за један центиметар на горе и забележите положај,
- и вратите се на почетну позицију.

Досег: Максимална хоризонтална удаљеност од центра основе робота до краја његовог зглоба.
Тачност: Разлика између тачке коју робот покушава да постигне и стварне резултатске позиције. Апсолутна тачност је разлика између тачке коју је наредио систем за управљање роботом и тачке коју је стварно постигла рука манипулатора, док је поновљивост варијација циклуса у циклус руке манипулатора када је усмерена на исту тачку.
Поновљивост: Способност система или механизма да понови исто кретање или постигне исте тачке када су представљени истим управљачким сигналима. Грешка циклуса у циклус система при покушају извођења одређеног задатка
Резолуција: Најмањи прираштај кретања или растојања који могу да се открију или контролишу управљачким системом механизма. Резолуција било ког зглоба је функција импулса давача по обртају и погонском омјеру и зависи од удаљености између средишње тачке алата и оси зглоба.
Робот Програм: Робот програм за комуникацију за IBM и компатибилне личне рачунаре. Пружа емулацију терминала и корисне функције. Овај програм може снимити сву корисничку меморију и део системске меморије на датотеке диска.
Максимална брзина: Сложена максимална брзина врха робота који се креће у потпуном продужењу, а сви зглобови се истовремено крећу у комплементарним правцима. Ова брзина је теоретски максимум и ни под којим условима се не сме користити за процену времена циклуса за одређену примену. Боља мера стварне брзине је стандардно време циклуса одабира и постављања од дванаест инча. За критичне примене, најбољи показатељ достижног времена циклуса је физичка симулација.
Серво контролисано: Контролише се погонским сигналом који се одређује грешком између тренутног положаја механизма и жељеног излазног положаја.
Пролазна тачка : Тачка кроз коју алат робота треба да пролази без заустављања; пролазне тачке су програмиране за прелазак преко препрека или за довођење руке у нижи инерцијски положај за део покрета.
Радни простор: Тродимензионални облик који дефинише границе до којих роботски манипулатор може доћи; познат и као радни простор за дохват.

## Зглобни роботи у акцији
- Роботи који палетизирају храну (пекара)
- Производња челичних мостова, сечење челика
- Руковање равним стаклом, робот са 500 кг корисног терета
- Аутоматизација у ливачкој индустрији, робот отпоран на топлоту
- Робот за тачкасто заваривање